# Cotinis olivia
Cotinis olivia är en skalbaggsart som beskrevs av Bates 1889. Cotinis olivia ingår i släktet Cotinis och familjen Cetoniidae. Inga underarter finns listade i Catalogue of Life.